# 愛知川駅
愛知川駅（えちがわえき）は、滋賀県愛知郡愛荘町にある近江鉄道本線（湖東近江路線）の駅である。駅番号はOR12。

## 歴史
- 1898年（明治31年）
  - 6月11日：開業。当初は終着駅であった。
  - 7月24日：八日市まで延長、途中駅となる。
- 2000年（平成12年）3月4日：新駅舎開業。愛知川駅コミュニティハウス（るーぶる愛知川）併設。

## 駅構造

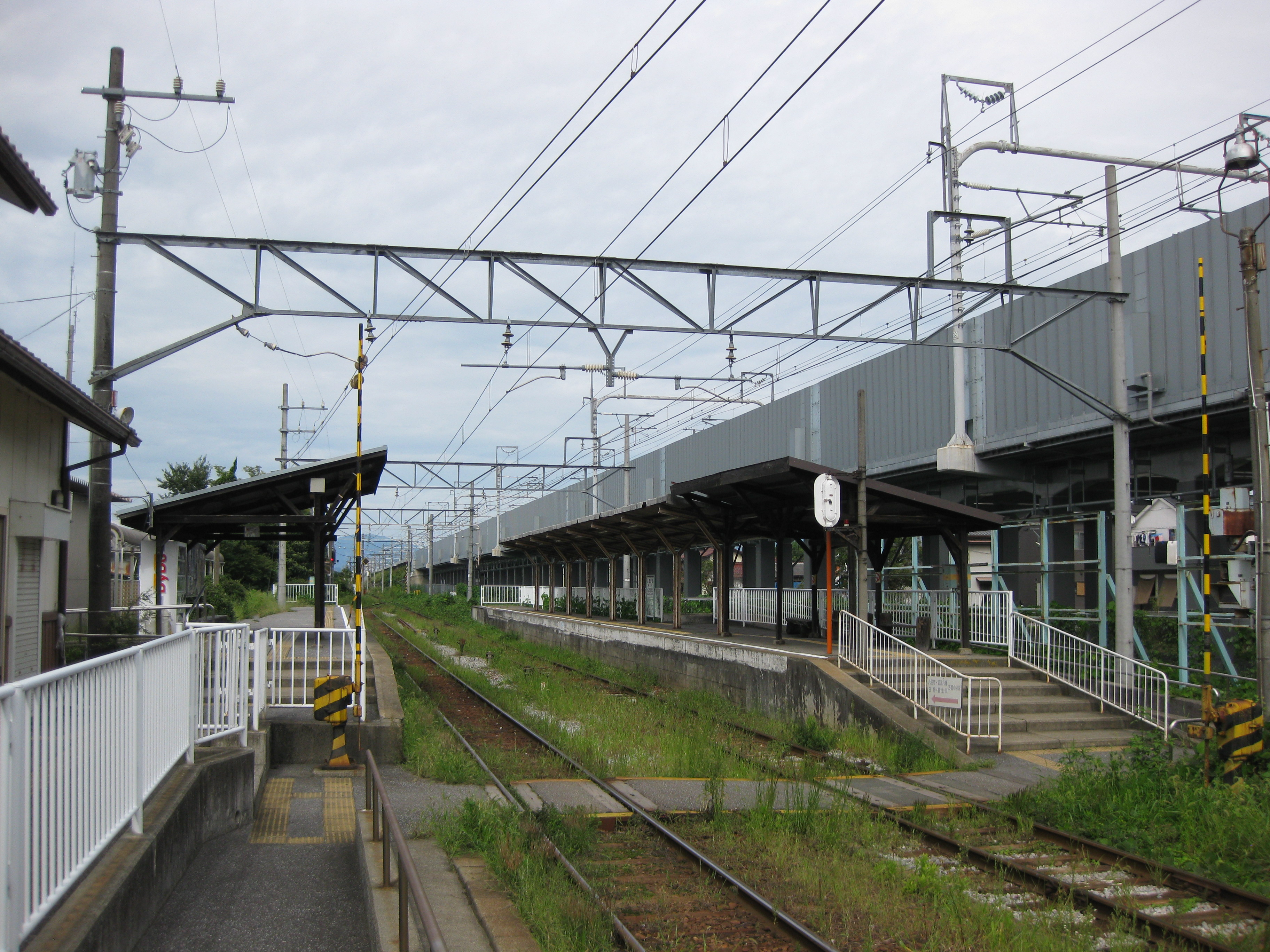
ホーム（2016年9月、右側の高架は東海道新幹線）

相対式ホーム2面2線の地上駅であり、八日市・貴生川寄りに引き上げ線がある。なお、当駅のホーム間は構内踏切で連絡している。また、駅員は平日朝のみ配置される。
開業以来のおよそ100年の歴史ある駅舎は、老朽化のために取り壊され、愛知川コミュニティハウスとして新しく建て替えられた。コミュニティハウス内には「るーぶる愛知川」というギャラリー・観光案内所を兼ねた売店・待合室がある。

## るーぶる愛知川
3週間ごとに様々な作家の作品を展示している駅ギャラリー、愛知川地区の物産を展示する郷土物産展示コーナー、滋賀の伝統工芸品であるびん細工手まりやその他の郷土物産を販売する物産販売コーナーからなる。販売されるびん細工手まりの価格は、税込み26,400円～27,500円である。

### のりば
| 番線   | 路線                   | 方向 | 行先       |
| ------ | ---------------------- | ---- | ---------- |
| 反対側 | ■本線 （湖東近江路線） | 下り | 貴生川方面 |
| 駅舎側 | ■本線 （湖東近江路線） | 上り | 米原方面   |

※案内上ののりば番号は割り当てられていない。
付記事項
- 下り線のりばの横を東海道新幹線が並走する（※尼子・豊郷の各駅も同様）。

## 駅周辺
民家が多く建つが、所々に田畑がある。駅前を滋賀県道214号線が通り、駅北東側にある交差点で滋賀県道28号線と合流する。西へ抜けると国道8号に至る。
- 愛荘町本庁舎
- 滋賀県立愛知高等養護学校
- 滋賀県立愛知高等学校
- 愛荘町立愛知中学校
- 愛知川幼稚園
- 近江上布伝統産業会館
- 愛荘町立愛知川図書館・愛知川びんてまりの館
- 日本郵便愛知川郵便局
- 滋賀県公安委員会警察本部東近江警察署愛知川警部交番
- 堤康次郎生家
- 平和堂愛知川店
- 国道8号
- 滋賀県道28号湖東愛知川線
- 滋賀県道214号愛知川停車場線
- 中山道愛知川宿
- ファミリーロッジ旅籠屋・彦根店
- ラ・ムー愛荘店（2024年5月23日オープン[5]）

## バス路線
駅舎の前に近江鉄道バス「愛知川駅」停留所があり、角能線（能登川駅 - 市ヶ原）が乗り入れる。

## 隣の駅
近江鉄道
■本線（湖東近江路線）
豊郷駅（OR11） - 愛知川駅（OR12） - 五箇荘駅（OR13）

### 記事本文